# Gmina Puchaczów
Die Gmina Puchaczów ist eine Landgemeinde im Powiat Łęczyński der Woiwodschaft Lublin in Polen. Ihr Sitz ist das gleichnamige Dorf.

## Geographie
Die Landgemeinde liegt in der Mitte des Powiats Łęczyński und ebenso etwa in der Mitte der Woiwodschaft. Sie hat eine Fläche von 91,7 km². 75 % des Gemeindegebiets werden landwirtschaftlich genutzt, 10 % sind mit Wald bedeckt.

## Geschichte
Die Gemeinde hieß bis 1954 Gmina Brzeziny, sie hatte ihren Sitz zuerst in Brzeziny, später in Puchaczów und Milejów. Von 1975 bis 1998 gehörte die Landgemeinde zur anders zugeschnittenen Woiwodschaft Lublin.

## Gliederung
Zur Landgemeinde Puchaczów gehören folgende 17 Ortschaften mit einem Schulzenamt:
Albertów
Bogdanka
Brzeziny
Ciechanki
Kolonia Ciechanki
Jasieniec
Nadrybie-Dwór
Nadrybie Ukazowe
Nadrybie-Wieś
Ostrówek
Puchaczów
Stara Wieś
Szpica
Turowola
Turowola-Kolonia
Wesołówka
Zawadów